# Джунгано
Джунгано (итал. Giungano) — коммуна в Италии, располагается в регионе Кампания, в провинции Салерно.
Население составляет 1114 человека (2008 г.), плотность населения составляет 101 чел./км². Занимает площадь 11 км². Почтовый индекс — 84050. Телефонный код — 0828.
В коммуне 15 августа особо празднуется Успение Пресвятой Богородицы.

## Демография
Динамика населения:

## Администрация коммуны
- Официальный сайт: http://www.comune.giungano.sa.it/